# Ángel Garma

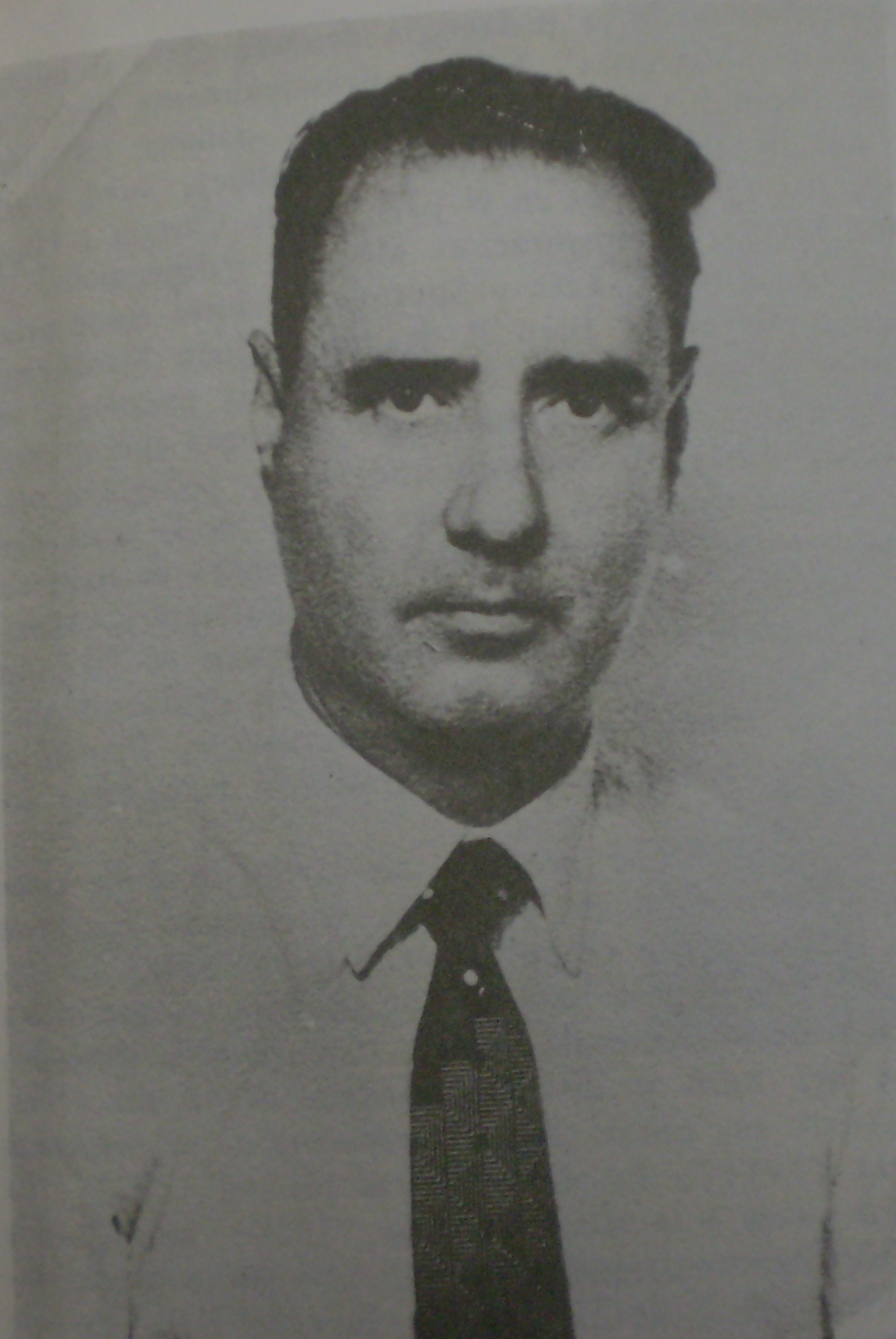
Ángel Juan de la Garma y Zubizarreta

Ángel Juan de la Garma y Zubizarreta, kurz Ángel Garma (* 24. Juni 1904 in Bilbao, Euskadi; † 29. Januar 1993 in Buenos Aires), war ein in Spanien geborener und später in Argentinien lebender Psychiater und Psychoanalytiker. Neben seinen Forschungen und seiner Lehre war er für den Aufbau der institutionalisierten Psychoanalyse in Argentinien bedeutend.

## Leben und Wirken
Seine Eltern wanderten im Jahre 1908 nach Buenos Aires aus und ließen ihn bis zu seinem vierten Lebensjahr in Bilbao zurück, wo er seine Kindheit bei seinen Großeltern väterlicherseits verbrachte. Später erlebte er die Zeit in Buenos Aires als traumatisierend. Nach dem Tod seines Vaters wuchs er bei seinen Halbschwestern auf, denn die Mutter heiratete den Bruder ihres verstorbenen Mannes. Sein Vater war Ángel Manuel de la Garma y Setién (* 1862) ein Porzellanwarenhändler, seine Mutter Cirila Zubizarreta y Aguirre (* 1879); er war der erste von zwei weiteren Geschwistern; José María und Maria Teresa.
Garma studierte Medizin in Madrid an der Universidad Central und schloss dieses Studium im Jahr 1927 ab. Garma praktizierte mit José Miguel Sacristán zusammen in der psychiatrischen Klinik Ciempozuelos und war Assistenzarzt in der Residencia de Estudiantes. Auf Anraten von Sacristán wandte er sich der Neurologie und Psychiatrie zu und erwarb 1929 ein Diplom in Psychiatrie an der Universität Tübingen. Mitte der 1920er Jahre fand die Psychoanalyse als Disziplin großen Anklang und Deutschland hatte sich zu einem wichtigen Zentrum der psychoanalytischen Forschung entwickelt. Gamas Interessen führten ihn nach Berlin, wo er am Berliner Psychoanalytischen Institut unter dessen Direktor Max Eitingon Studien durchführte. Bei Theodor Reik, einem sog. Laienanalytiker, begann er seine Lehranalyse.
Im Jahr 1931 schloss er seine Weiterbildung zum Psychoanalytiker ab und wurde Mitglied in der Deutschen Psychoanalytischen Vereinigung (DPV), nachdem er sein Werk Die Realität und das Es in der Schizophrenie vorgestellt hatte, in dem er einigen klassischen Positionen Freuds zur Struktur der Neurosen widersprach und sie in Beziehung zu den Psychosen setzte. Zuvor hatte er zwei Arbeiten an das neurologische Archiv von Madrid geschickt, wo er das wichtige Wissen der Freudschen Ideen widerspiegelte: La transferencia afectiva en el psicoanálisis und Cómo se estudia el psicoanálisis.
Im selben Jahr 1931 kehrte er nach Madrid zurück und schloss sich in den Jahren der Zweiten Spanischen Republik bestehenden Aufbruchstimmung in den kulturellen und wissenschaftlichen Umfeld an, wobei er auf starken Widerstand von traditionellen Psychiatern stieß. Garma war der erste qualifizierte Psychoanalytiker, der in Spanien praktizierte. Am 11. Februar 1933 war er Mitbegründer des „Asociación de Amigos de la Unión Soviética“ (deutsch: „Assoziation der Freunde der Sowjetunion“), er arbeitete als Psychiater am Madrider Vormundschaftsgericht für Minderjährige (spanisch: „Tribunal Tutelar de Menores de Madrid“). Garma hielt Kurse und Vorträge über Psychoanalyse in verschiedenen Fachgesellschaften für Neurologie und Psychiatrie, bei der Liga für Mentalhygiene (spanisch: „Liga de Higiene Mental“) und bei einem von Gregorio Marañó geleiteten Krankenhausdienst. Auch publizierte er Schriften zur Psychoanalyse, Neurosen und Gesellschaft, sowie siebzehn Artikel über Schlaf, Sexualität, die Entstehung von Neurosen, dem Unbewussten, Paranoia, Homosexualität oder Heilmechanismen in der Psychoanalyse.
Er kontaktierte verschiedene an Psychoanalyse interessierte Ärzte mit der Absicht, ein psychoanalytisches Institut und eine psychoanalytische Vereinigung zu gründen, die mit der International Psychoanalytic Association assoziiert werden könnten. Dieses Projekt wurde durch den spanischen Bürgerkrieg (1936–1939) unterbrochen.
Als der Bürgerkrieg ausbrach, zog er nach Frankreich. Garma hielt sich zunächst in Bordeaux und dann in Paris auf, wo er Juan Rof Carballo sowie Celes Ernesto Cárcamo kennenlernte, einen jungen Argentinier, der am Pariser Institut für Psychoanalyse (französisch: „Société Psychanalytique de Paris“) ausgebildet wurde. Durch diesen Kontakt und weitere Umständen traf er die Entscheidung, nach Argentinien auszuwandern. Im Jahre 1938 ließ er sich in Buenos Aires nieder, wo auch schon seine Schwestern lebten und wo sein Vater gestorben war.
Zusammen mit Arnaldo Rascovsky, den er ab den 1940er Jahren analysierte, begründete er die argentinische psychoanalytische Bewegung. Zuvor wiederholte er seinen Abschluss an der Universität von La Plata und promovierte mit seiner Dissertation Psicoanálisis de los sueños. 1942 gründeten sie zusammen mit anderen in Argentinien ansässigen Psychiatern wie Enrique Pichón Rivière, Marie Langer, Ernesto Cárcamo und später mit Guillermo Ferrari Hardoy und Arnaldo Rascovsky die „Argentinische Psychoanalytische Vereinigung (APA)“ (spanisch: „Asociación Psicoanalítica Argentina, APA“), die erste in Lateinamerika, mit Sitz in Buenos Aires, und er war der erste Präsident der Institution. Ein Jahr später begannen sie mit der Herausgabe der Revista de Psicoanálisis. Im Jahre 1945 gründete er auch das „Instituto Psicoanalítico de Buenos Aires“ und war dessen erster Direktor. Mit der „Asociación Psicoanalítica Argentina“ wurden große Anstrengungen unternommen, um die Psychoanalyse nicht nur im professionellen Umfeld, sondern auch in der breiten Öffentlichkeit zu verbreiten.
Nach dem Zweiten Weltkrieg begleitete Garma seine Frau Betty Goode Rasmussen (1918–2003) zum ersten Psychoanalyse-Kongress nach Zürich. Dort debattieren sie mit Anna Freud, Melanie Klein und anderen Mitgliedern des kleinianischen Kreises, so Paula Heimann, Betty Joseph, Hanna Segal. Betty, seine Ehefrau, war eine Pionierin der Psychoanalyse von Kindern in Lateinamerika, sie erhielt die Möglichkeit in London zu bleiben und dort die Analyse eines einundzwanzig Monate alten Babys nach der Methode von Melanie Klein zu begleiten. 1956 organisierten Garma und Rascovsky einen iberoamerikanischen Kongress für Psychoanalyse (spanisch: „Primer Congreso Psicoanalítico Latinoamericano del 16 de agosto de 1956.“).
1957 begannen Garma und seine Frau, einen Aufbaukurs in der „Facultad de Medicina de Buenos Aires“ an der Universität Buenos Aires zu organisieren. Noch im selben Jahr übernahm er auch den Lehrstuhl für Allgemeine Psychologie an der Universität von La Plata. Es folgte 1962 eine Gastprofessor an der „Menninger School of Psychiatry“ in Kansas. 1986 wurde er für seine Arbeit als Psychoanalytiker in Argentinien mit dem „Premio Konex de Platino“ ausgezeichnet.

## Schriften (Auswahl)
- Die Realität und das Es in der Schizophrenie. Oktober 1931
- La realidad exterior y los instintos en la esquizofrenia. 1931
- Psicoanálisis de los sueños. El Ateneo, Buenos Aires 1940.
- Ensayo de psicoanálisis de Arthur Rimbaud. 1941
- Sadismo y masoquismo en la conducta. 1943
- Génesis psicosomática y tratamiento de las úlceras gástricas y duodenales. 1954
- Les maux de tête. Presses Universitaires de France, Paris 1962. Übersetzt von Elza Ribeiro Hawelka
- Le rêve : traumatisme et hallucination. Presses Universitaires de France, Paris 1970.
- Nuevos Aportaciones al psicoanálisis de los sueños. Paidós, Buenos Aires 1970
- Tratado mayor del psicoanálisis de los sueños. Contenido, Madrid 1985.